# Nikolai Müllerschön
Nikolai Müllerschön (* 19. Juli 1958 in Stuttgart) ist ein deutscher Filmregisseur, Produzent und Drehbuchautor.

## Leben
Nikolai Müllerschön (auch  Niki Müllerschön) inszenierte bereits 1980 neben seiner Tätigkeit als Regieassistent erste Filme, wie Orchideen des Wahnsinns, Ein irres Feeling und Operation Dead End. Damit festigte er seine Aktivitäten als Fernsehautor und -regisseur. Serienformate und Fernsehfilme wie Eine glückliche Familie, Freunde fürs Leben, Die Verbrechen des Professor Capellari, Frucht der Gewalt oder Paul und Clara – Liebe vergeht nie. Für Feindliche Übernahme – althan.com und für Streets of Rio verfasste er jeweils das Drehbuch.
Müllerschön arbeitete auch für das US-Fernsehen und schrieb unter anderem Bücher für Roland Emmerichs Produktionsfirma Centropolis. Dabei entwickelte er über vier Jahre die Idee eines Films über den deutschen Jagdpiloten Manfred Freiherr von Richthofen, der 2008 mit Matthias Schweighöfer in der Titelrolle als Der Rote Baron realisiert wurde. 2010 versuchte er sich an dem Thriller Subject 15, der jedoch nicht in die deutschen Kinos kam. Danach folgten verschiedene Fernseharbeiten, unter anderem mit den Komödien Aber jetzt erst recht mit Jutta Speidel und Hansa Czypionka, Doppelgängerin mit Speidel, Heiner Lauterbach und Michael Fitz sowie Hochzeiten und Hochzeiten 2 mit Senta Berger und Friedrich von Thun. 2011 entstand der Kinofilm Harms mit Heiner Lauterbach, der 2013 beim Filmfest München Premiere feierte und 2014 in die deutschen Kinos kam. Lauterbach spielte auch in seinem nächsten Kinofilm Frauen (2016) die Hauptrolle.
Nikolai Müllerschön lebt seit 1992 in Los Angeles, USA.

## Filmografie

### Als Regisseur
- 1984: Schulmädchen ’84
- 1984: Ein irres Feeling
- 1986: Operation Dead End
- 1992: Der Gletscherclan
- 1994: Alles außer Mord (TV-Serie; 2. und 3. Staffel, jeweils 1 Folge)
- 1995: Schwurgericht (TV)
- 1995: Im Sog des Bösen (Desperate Measures)
- 1997: Frucht der Gewalt (TV)
- 1999: Der Erlkönig – Auf der Jagd nach dem Auto von morgen (TV)
- 1999: Paul und Clara – Liebe vergeht nie (TV)
- 2002: Die Verbrechen des Professor Capellari (TV)
- 2005: Mutter aus heiterem Himmel (TV)
- 2005: Fünf Sterne
- 2008: Der Rote Baron
- 2009: Blossom
- 2010: Aber jetzt erst recht (TV)
- 2012: Doppelgängerin (TV)
- 2012: Hochzeiten (TV)
- 2013: Harms
- 2013: Almuth und Rita
- 2014: Hit
- 2015: Letzte Ausfahrt Sauerland
- 2016: Frauen
- 2017: Spuren der Rache (auch Produktion)
- 2018–2020: Um Himmels Willen (Fernsehserie, 21 Folgen)

### Als Drehbuchautor
- 1995: Schwurgericht (TV)
- 1997: 60 Minuten Todesangst (TV)
- 1999: Paul und Clara – Liebe vergeht nie (TV)
- 2001: Feindliche Übernahme – althan.com
- 2001: Stern der Liebe (TV)
- 2002: Die Verbrechen des Professor Capellari (TV)
- 2008: Der Rote Baron
- 2010: Aber jetzt erst recht (TV)
- 2012: Hochzeiten
- 2013: Harms
- 2011: Doppelgängerin (TV)
- 2013: Just Married – Hochzeiten zwei
- 2014: Hit
- 2016: Frauen
- 2016: Wounding The King

### Als Produzent
- 2008: Der Rote Baron
- 2013: Harms
- 2014: Hit
- 2016: Frauen